# Championnats du monde de lutte 2025
Navigation
Édition précédente Édition suivante
Les Championnats du monde de lutte 2025 ont lieu du 13 au 21 septembre 2025 à l'Arena Zagreb de Zagreb en Croatie.

## Programme
Le programme: LL : Lutte libre masculine / LF : Lutte féminine / GR : Lutte gréco-romaine
| - 13 septembre - 10h30–15h00 Tours de qualification : LL 61–70–86–125 kg - 17h00–18h15 Demi-finales : LL 61–70–86–125 kg - 14 septembre - 10h30–14h30 Tours de qualification : LL 79–92–57–74 kg ; Repêchage : LL 61–70–86–125 kg - 16h45–17h45 Demi-finales : LL 79–92–57–74 kg - 18h00–21h00 Finales : LL 61–70–86–125 kg - 15 septembre - 10h30–15h00 Tours de qualification : LL 65–97 kg / LF 55–59 kg ; Repêchage : LL 79–92–57–74 kg - 17h00–18h00 Demi-finales : LL 65–97 kg / LF 55–59 kg - 18h00–21h00 Finales : LL 79–92–57–74 kg - 16 septembre - 10h30–14h30 Tours de qualification : LF 65–50–57–76 kg ; Repêchage : LL 65–97 kg / LF 55–59 kg - 16h45–17h45 Demi-finales : LF 65–50–57–76 kg - 18h00–21h00 Finales : LL 65–97 kg / LF 55–59 kg - 17 septembre - 10h30–14h00 Tours de qualification : LF 72–53–62–68 kg ; Repêchage : LF 65–50–57–76 kg - 16h45–17h45 Demi-finales : LF 72–53–62–68 kg - 18h00–21h00 Finales : LF 65–50–57–76 kg | - 18 septembre - 10h30–14h00 - Tours de qualification : GR 55–82–77–130 kg ; Repêchage : LF 72–53–62–68 kg - 16h45–17h45 Demi-finales : GR 55–82–77–130 kg - 18h00–21h00 Finales : LF 72–53–62–68 kg - 19 septembre - 10h30–14h00 - Tours de qualification : GR 72–60–97 kg ; Repêchage : GR 55–82–77–130 kg - 17h00–17h45 Demi-finales : GR 72–60–97 kg - 18h00–21h00 Finales : GR 55–82–77–130 kg - 20 septembre - 10h30–14h00 Tours de qualification : GR 63–67–87 kg ; Repêchage : GR 72–60–97 kg - 17h00–17h45 Demi-finales : GR 63–67–87 kg - 18h00–20h30 Finales : GR 72–60–97 kg - 21 septembre - 16h30–17h30 Repêchage : GR 63–67–87 kg - 18h00–20h30 Finales : GR 63–67–87 kg |

## Résultats
- Catégories non-olympiques

### Lutte libre hommes
| Catégorie | Or | Argent | Bronze |
| --------- | -- | ------ | ------ |
| 57 kg     |    |        |        |
|           |    |        |        |
| 61 kg     |    |        |        |
|           |    |        |        |
| 65 kg     |    |        |        |
|           |    |        |        |
| 70 kg     |    |        |        |
|           |    |        |        |
| 74 kg     |    |        |        |
|           |    |        |        |
| 79 kg     |    |        |        |
|           |    |        |        |
| 86 kg     |    |        |        |
|           |    |        |        |
| 92 kg     |    |        |        |
|           |    |        |        |
| 97 kg     |    |        |        |
|           |    |        |        |
| 125 kg    |    |        |        |
|           |    |        |        |

### Lutte gréco-romaine hommes
| Catégorie | Or | Argent | Bronze |
| --------- | -- | ------ | ------ |
| 55 kg     |    |        |        |
|           |    |        |        |
| 60 kg     |    |        |        |
|           |    |        |        |
| 63 kg     |    |        |        |
|           |    |        |        |
| 67 kg     |    |        |        |
|           |    |        |        |
| 72 kg     |    |        |        |
|           |    |        |        |
| 77 kg     |    |        |        |
|           |    |        |        |
| 82 kg     |    |        |        |
|           |    |        |        |
| 87 kg     |    |        |        |
|           |    |        |        |
| 97 kg     |    |        |        |
|           |    |        |        |
| 130 kg    |    |        |        |
|           |    |        |        |

### Lutte libre femmes
| Catégorie | Or | Argent | Bronze |
| --------- | -- | ------ | ------ |
| 50 kg     |    |        |        |
|           |    |        |        |
| 53 kg     |    |        |        |
|           |    |        |        |
| 55 kg     |    |        |        |
|           |    |        |        |
| 57 kg     |    |        |        |
|           |    |        |        |
| 59 kg     |    |        |        |
|           |    |        |        |
| 62 kg     |    |        |        |
|           |    |        |        |
| 65 kg     |    |        |        |
|           |    |        |        |
| 68 kg     |    |        |        |
|           |    |        |        |
| 72 kg     |    |        |        |
|           |    |        |        |
| 76 kg     |    |        |        |
|           |    |        |        |

## Tableau des médailles
- Pays organisateur (Serbie)

| Rang  | Nation | Or | Argent | Bronze | Total |
| ----- | ------ | -- | ------ | ------ | ----- |
| Total | Total  | -  | -      | -      | -     |

## Classement par équipe
| Classement | Lutte libre hommes | Lutte libre hommes | Lutte gréco-romaine hommes | Lutte gréco-romaine hommes | Lutte libre femmes | Lutte libre femmes |
| Classement | Équipe             | Points             | Équipe                     | Points                     | Équipe             | Points             |
| ---------- | ------------------ | ------------------ | -------------------------- | -------------------------- | ------------------ | ------------------ |
| 1          |                    |                    |                            |                            |                    |                    |